# نورایر داوتیان
نورایر زاونی داوتیان (ارمنی: Նորայր Զավենի Դավթյան؛  ) موسیقی‌دان اهل ارمنستان است.

## زندگی‌نامه
وی در مرگاوت به دنیا آمد و از دانشگاه دولتی علوم پرورشی خاچاطور آبوویان ارمنستان و کنسرواتوار دولتی کومیتاس ایروان فارغ‌التحصیل گشت. همچنین برندهٔ جوایزی همچون هنرمند افتخاری جمهوری ارمنستان و مدال طلای وزارت فرهنگ جمهوری ارمنستان شده‌است.